# Justin Bouscayrol
Pas d'image ? Cliquez ici

a Compétitions nationales et continentales officielles uniquement.

Justin Bouscayrol, né le 15 décembre 1997 à Rodez, est un joueur de rugby à XIII français évoluant au poste de talonneur.
Il joue a joué de 2016 à juillet 2022 avec la réserve du Toulouse olympique XIII, le Toulouse élite, en  Championnat de France, en étant le principal boteur. Parallèlement, il a été appelé à disputer quelques rencontres avec Toulouse olympique XIII en Challenge Cup et Championship.

## Biographie
Il est originaire de Villefranche-de-Rouergue dont le père, Jacques Bouscayrol, a longtemps évolué sous les couleurs et fut international français dans les années 1980. Son frère jumeau, Gabriel Bouscayrol, pratique le rugby à XIII à Villefranche. Justin Bouscayrol a débuté le rugby à XIII à Villefranche avant de poursuivre sa formation à Carcassonne puis à l'académie des Dragons Catalans. Il rejoint en 2016 Toulouse olympique XIII et sa réserve Toulouse élite avec laquelle il prend part au Championnat de France.
En 2021, dans le cadre d'une rencontre de préparation des Dragons Catalans, il est sélectionné dans le XIII du Président réunissant les meilleurs éléments du Championnat de France.
Le club toulousain annonce le départ de Justin Bouscayrol en juillet 2022. Celui-ci s'engage avec le XIII limouxin, en Élite 1.

## Palmarès
- Collectif ! 
  - Vainqueur du Championnat de France : 2023 (Limoux).

### En club
| Saison    | Club                    | Compétition           | Matchs | Points | Essais | Goals | Drops |
| --------- | ----------------------- | --------------------- | ------ | ------ | ------ | ----- | ----- |
| 2016-2017 | Toulouse élite          | Championnat de France | 16     | 28     | 5      | 4     | -     |
| 2016-2017 | Toulouse olympique XIII | Challenge Cup         | 1      | 4      | 1      | -     | -     |
| 2017-2018 | Toulouse élite          | Championnat de France | 18     | 98     | 9      | 31    | -     |
| 2018-2019 | Toulouse élite          | Championnat de France | 17     | 94     | 3      | 41    | -     |
| 2018-2019 | Toulouse olympique XIII | Championship          | 2      | -      | -      | -     | -     |
| 2019-2020 | Toulouse élite          | Championnat de France | 9      | 26     | 2      | 9     | -     |
| 2020-2021 | Toulouse élite          | Championnat de France | 11     | 62     | 3      | 14    | -     |